# 히다카 미쓰키
히다카 미쓰키(일본어: 日髙 光揮, 2003년 5월 11일~)는 일본의 축구 선수이다.

## 구단 경력
그는 2022년 J1리그의 비셀 고베에 입단했다. 2022년 8월 CD Atlético Paso로 임대 이적했다. 2023년 6월 비셀 고베로 복귀했다.